# 定理
定理（ていり、英: theorem）とは、数理論理学および数学において、証明された真なる命題をいう。

## 概要
文脈によっては公理も定理に含む。また、数学においては論説における役割等から、補題（ほだい、英: lemma）あるいは補助定理（ほじょていり、英: helping theorem）、系（けい、英: corollary）、命題（めいだい、英: proposition）などとも呼ばれることがある。
一般的に定理は、まずいくつかの条件を列挙し、次にその下で成り立つ結論を述べるという形をしている。例えば、次は代数学の基本定理の述べ方の1つである。
前提条件：f(X) は複素数係数のn次方程式である。
結論：f(X) は複素数の根を持つ。
ある一定の条件（公理系）下で命題を述べ、それが「定理」であると論証する、というのが数学という分野の中心的な研究の形態である。
数学の多くの分野には、各々「基本定理」という名で呼ばれる中心的な定理が存在している。なお定理という名称と証明という手続きは、数学のみならず、物理学や工学においても使用される。

## 有名な定理

### 数学
- 三角関数の加法定理
- 正弦定理
- 余弦定理
- 正接定理
- 方べきの定理
- ピタゴラスの定理
- チェバの定理
- メネラウスの定理
- 発散定理
- フェルマーの最終定理
- 代数学の基本定理
- 微分積分学の基本定理
- ロルの定理
- 平均値の定理
- 有限生成アーベル群
- ゲーデルの不完全性定理
- ツォルンの補題
- ラグランジュの定理
- フェルマーの小定理
- オイラーの定理
- ケイリー・ハミルトンの定理
- フロベニウスの定理
- ド・モアブルの定理
- ボヤイの定理
- テイラーの定理
- 不動点定理

### 物理学発祥の定理
- ビリアル定理
- ブロッホの定理
- ベルヌーイの定理
- エーレンフェストの定理
- ネーターの定理
- 量子複製不可能定理
- 特異点定理
- アーンショ―の定理
- H定理
- リー・ヤンの定理
- スピン統計定理
- バーコフの定理
- ウィグナーの定理
- 量子回帰定理
- ゲルマン＝ロウの定理
- ブロッド＝ドミニシスの定理
- ボーア=ファン・リューエンの定理

### 工学発祥の定理
- テブナンの定理（「鳳-テブナンの定理」と呼ぶ場合もある）
- ノートンの定理
- ミルマンの定理
- テレゲンの定理
- モールの定理(構造力学）
- カスティリアノの定理(構造力学）
- レイノルズの輸送定理(流体力学）

### 経済学発祥の定理
- アローの不可能性定理（社会選択理論）
- ミニマックス法（ゲーム理論）

※数学以外の分野から発祥した定理は、物理学発祥、工学発祥、経済学発祥として表記した。ただし、数学者が証明した物理学の定理は物理学発祥とした。